# Едуар дьо Везин
Едуар дьо Везин–Ларю (на френски: Edouard de Vésinne-Larue) е френски кино и телевизионен продуцент, роден на 20 декември 1962 г. Той ръководи продуцентската компания „Incognita Films“, която основава със съдружник и е един от водещите продуценти в Европа.
От 2002 г. е бил продуцент на повече от 50 ТВ филма, сериали и игрални филми в рамките на „Incognita“, „EuropaCorp“, „EuropaCorp Television“ и „Cipango“, самостоятелно или съвместно с Тома Анаргирос.
Като продуцент в киното Едуар дьо Везин е участвал в създаването на над 10 игрални филма, сред които „Съвместно съществуване“ (Coexister) на Фабрис Ебуе и „Герои всеки ден“ (Et Les Mistrals Gagnants) на Ан-Дофин Жюлиан.
В телевизията Едуар дьо Везин е продуцирал много международни сериали като „Taken“, „Такси: Бруклин“  (Taxi Brooklyn), „XIII“ и френски като „Без граници“ (No Limit), „Сините“ (Les Bleus) и „Секция Нула“ (Section Zéro).

## Биография
След като завършва Международното висше бизнес училище (HEC) и Европейския институт по бизнес администрация (INSEAD), през 1989 г. Едуар дьо Везин започва работа в „Полиграм“, където първоначално ръководи отдел „Бизнес финанси“ за марката „Barclay“, а след това и за „PolyGram Audiovisuel France“.
През 1996 г. е назначен за директор „Телевизионни/кино продукции“ и става член на Управителния комитет на френската телевизионна група M6. Напуска този пост през 2002 г., за да оглави и развива заедно с Тома Анаргирос продуцентската компания „Cipango“.
В периода 2002 – 2010 г. те продуцират „Любовта ни преследва“ на Филип дьо Шоверон, „Колюш, или историята на един човек“ на Антоан дьо Кон, „Черната нощ на 17 октомври 1961 г.“ на Ален Тасма, който печели международна награда Еми за 2006 г. в категорията „Телевизионни филми / Мини серии“. Същата година компанията Cipango печели наградата за френски телевизионен продуцент.
През 2010 г. Cipango е купена от EuropaCorp и става Europacorp Television. Едуар дьо Везин и Тома Анаргирос продължават да продуцират телевизионни серии, телевизионни филми и мини серии като „Синя униформа“, XIII, „Без граници“, „Такси Бруклин“, „Секция нула“ и др.
През 2010 г. Едуар дьо Везин създава заедно с Тома Анаргирос компанията Incognita, за да продуцира игрални филми паралелно с телевизионната си дейност в EuropaCorp Television. Те продуцират „Имоти“ на Ерик Гирадо, „Човекът, който се смее“ на Жан-Пиер Америс (с участието на Жерар Депардийо), който е представен извън конкурса на филмовия фестивал във Венеция през 2012 г.
През 2014 г. Едуар дьо Везин поема изцяло Incognita и продуцира „Отца и Сина и Терапията“ на Емил Гудро (2016 г.), „Бонбони на прах“ на Ан-Дофин Жюлиан (2017 г.), „Вкусове и цветове“ на Мириям Азиза (2018 г.) и „Нито една, нито две“ на Ан Жиафери (2018 г.).
През 2016 г. става заместник главен директор на EuropaCorp Group и между 2016 и 2017 г. постига увеличение на капитала с 60 млн. евро, продажбата на „Multiplexes“ на „Pathé“ и на музикалния каталог на „Sony“.
Той също така продуцира за „EuropaCorp“ филма на Фабрис Ебуе „Съвместно съществуване“, излязъл през 2017 г.
През септември 2017 г. Едуар дьо Везин напуска EuropaCorp, за да се посвети изцяло на продуцентска дейност в рамките на Incognita. През април 2018 г. базираната в Лос Анджелис водеща продуцентска и дистрибуторска компания „Propagate“ сключва договор и инвестира в „Incognita“ с цел разширяване на продукцията на тв драми и филми на европейския пазар.